# Pär Olofsson (kompositör)
Harry Pär Micael Olofsson, född 15 maj 1973 i Stockholm,  är en svensk kompositör, dirigent och kyrkomusiker. Han har komponerat musik för en mängd olika genrer och ensembler, men är mest specialiserad på vokal- och kyrklig musik. Han är verksam i Stockholm.

## Biografi
Olofsson utexaminerades från Stockholms Musikgymnasium  1992 och fick sin första högre utbildning vid Karolinska Institutets läkarutbildning. Efter läkarexamen 1999 antogs Olofsson till Kungliga Musikhögskolan i Stockholm där han studerade orgel, piano, dirigering, röst och komposition innan han tog organistexamen 2003.
2018 tog Olofsson även masterexamen i filmmusik efter studier vid Kungliga Musikhögskolan och Stockholms dramatiska högskola.
Sedan 2002 har Olofsson varit organist i Oscarskyrkan i Stockholm och har som körledare vunnit priser vid internationella körtävlingar som: Venezia in musica, Llangollen International musical Eisteddfod, Florilège Vocal de Tours, Musica eterna a Roma  och Salzburg Choral Celebration . Olofsson har även varit domare vid internationella körtävlingar  och hållit kör-workshops i Europa och Japan.
Som tonsättare har Olofsson har fått beställningar från Vokalharmonin , KammarensembleN, Västerås domkyrka, Engelbrekts församling, Oscars församling, Ersta diakonisällskap, Salt Lake City Vocal Artists och S:t Jacobs Kammarkör . Mellan 2003 och 2019 skapade han tetralogin ”De Heliga dagarna”, en svit av längre verk för påskens firningsdagar: ”Den natt då han blev förrådd” (skärtorsdag), ”Natten är framskriden” (långfredag), ”Judassånger” (påskafton) och ”De befriade skuggorna” (påskdagen). ”De befriade skuggorna” skrevs tillsammans med poeten Niklas Rådström. Med Rådström skapades också ”Stabat Pater” (2020), en parafras på ”Stabat Mater” där faderskapet utforskas genom Golgatascenen och olika fäder från bibeln. I samarbete med Västerås domkyrka har julspelet ”Västra Aros Julespel” (2019) och påskspelet ”Trädgårdsmästaren” (2025) tagits fram.  Tillsammans med Fredrik Malmberg och vokalharmonin skrevs ”Simultan Krippenspiel”, ett julspel baserat på dadaisten Hugo Balls pjäs med samma namn.
Olofssons verk och verksamhet har uppmärksammats i Dagens Nyheter , Kyrkomusikernas tidning, Kyrkans tidning , kyrkokörsjournalen och bloggen Records.christmas
Olofsson är medlem i Föreningen Sveriges tonsättare (FST) sedan 2012. 
Olofsson tilldelades Crux Magna Medicorum 2000 , ICEP utbytesstipendium för körledare 2015  och Japanstiftelsenresestipendium för studier av japansk samhällslivt .
Olofsson ges ut av Gehrmans Musikförlag, Bo Ejeby förlag  Parolofssonmusic publishing och Footprint records. 

## Verk i urval
- Stabat Pater (2021)
- Simultan Krippenspiel (2019)
- Västra Aros Julespel (2019
- Sicut Cervus (2018)
- Ubi Caritas (2018)
- Tantum Ergo (2018)
- O Sacrum Convivium (2018)
- The Endicott Service (2016)
- The Secret (2010)
- Aleluya Dances (2011)
- Bana väg för Herren

## Diskografi
- Hosianna- Musik i advent, Oscars församling 2009
- Simultan krippenspiel, Footprint Records 2021 [17]
- Atlas Anatomicus, Parolofssonmusic Records 2022 [18]
- Västra Aros Julespel, Parolofssonmusic Records 2023 [19]